# Гармонія (музика)
Гармо́нія (грец. αρμονία — зв'язок, порядок; лад; злагодженість, відповідність, стрункість). Термін «гармонія» в музиці включає ряд значень:
1. приємна для слуху злагодженість звуків, милозвучність (естетичне поняття, нім. Harmonie);
2. Закономірне поєднання тонів в одночасному звучанні; співзвуччя (музично-теоретичне поняття).
3. наукова і навчальна дисципліна (нім. Harmonielehre).

## Сутність гармонії
Поняття гармонії застосовується для характеристики висотної системи, акордики, тональних (ладових) функцій і може стосуватися як конкретного співзвуччя, так і певного музичного стилю в цілому (наприклад, «гармонія бароко», «гармонія Прокоф'єва»). Поняття гармонії, проте, не слід змішувати з поняттями «супровід» (наприклад, у виразі «мелодія і гармонія» замість «мелодія і акомпанемент») та гомофонія (наприклад, у виразі «поліфонія і гармонія» замість «поліфонія і гомофонія»).
Суть музичної гармонії — проєкція загальноестетичного поняття гармонії на область звукових явищ, що об'єднує найбільш специфічні для музичного мистецтва художні елементи і відносини: співзвуччя, ладові функції (тоді як, наприклад, метр і ритм властиві і поезії). Усвідомлення благозвучності гармонійно впорядкованих звуків стало найбільшим завоюванням художнього мислення.
При цьому сприйняття того чи іншого акорду як «гармонії» (тобто співзвуччя) або як набору непов'язаних звуків залежить від музичного досвіду слухача. Так, непідготовленому слухачеві гармонія музики XX століття може здатися хаотичним набором звуків, взятих одночасно.

## Походження терміна
Термін гармонія має древній індоєвропейський корінь «ар», що вказвував на зв'язок чи сполучення чогось із чим-небудь. В давньогрецькій мові ἁρμονία, є похідним від дієслова ἁρμόζω (harmozo), «з'єднувати» і первісно застосовувався у побутовому сенсі. В «Ілліаді» термін гармонія вжито як період мирного життя, злагоди.
Піфагорійці (VI століття до н. е.) надали слову «гармонія» філософського значення. У викладі Аристотеля, гармонія сфер породжувалась рухом небесних світил, і характеризувалася благозвучністю. Перші свідчення застосування терміна «гармонія» у спеціальному музично-теоретичному сенсі припадають на V—IV ст. до н. е., цим терміном позначалося поєднання двох контрастуючих елементів — двох нот, проте достеменно невідомо, чи практикувалося давніми греками одночасне їх звучання. Філолай і Платон «гармонією» називають октавний звукоряд, що пояснюється як зчеплення двох тетрахордів, а Аристоксен використовує похідний термін — «енармонія», яким позначає один із різновидів тетрахордів.
Згодом поняття гармонії зберігало свою смислову основу, проте конкретні уявлення про гармонію як звуковисотну злагодженість диктувалися актуальними для даної історичної епохи оцінними критеріями. З розвитком багатоголосної музики гармонія розділилася на «просту» (одноголосний) і «складену» (багатоголосний; в трактаті англійського теоретика Волтера Одінгтона «Сума теорії музики», поч. XIV століття); пізніше гармонію стали трактувати як вчення про акорди та їхні зв'язки (у Дж. Царліно, 1558, — теорія акорду, мажору і мінору, мажорності або мінорності всіх ладів; у Марена Мерсенна, 1636—1637, — ідеї світової гармонії, ролі баса як фундаменту гармонії, відкриття явища обертонів у складі музичного звуку).

## Становлення, розвиток і історія гармонії
Первісна музика імовірно була одноголосною. Одноголосся вважається також першою сходинкою у розвитку професійних музичних культур — так, одноголосними були григоріанський хорал раннього середньовіччя та знаменний розспів.
Перехідною сходинкою між одноголоссям та гармонічним мисленням вважають гетерофонію — вид багатоголосся, що виникає при відхиленні окремих голосів від основного наспіву. Сліди цього типу багатоголосся дослідники знаходять у багатьох музичних культурах.

### Стародавня Греція
Давньогрецький мислитель Арисоксен є автором трактату Елементи гармонії, що вважається першим трактатом про гармонію в Європі. В цій книзі Аристоксен посилається на роботи Піфагора, який музичні інтервали як співвідношення цілих чисел (напр., 1:2 описує інтервал октави),  проте акцентує увагу на слуховому сприйнятті.

### Гармонія в епоху середньовіччя та відродження
Перші достовірні відомості про використання багатоголосся у професійній музиці припадають на IX–XI століття. У ранніх формах багатоголосся (органум IX–XI ст.) висувається новий елемент музики — автономне співзвуччя; опорними співзвуччями стають інтервали квінти та октави як неабсолютні і абсолютні відповідно досконалі консонанси. З XIII століття гармонія збагачується терцовими співзвуччями, що трактуються, як правило, як недосконалі (і потребують розв'язання) консонанси; пізніше, в епоху Відродження (XV–XVI століття) терцові співзвуччя почали вживатися вільно і, нарешті, стали панівними.
До початку XVII століття панувала модальність (старомодальна гармонія). Церковна музика (одноголосся і багатоголосся) заснована на восьми (з середини XVI століття — дванадцяти) церковних тонах із додаванням внутрішньоладового хроматизму. Світську музику епохи Відродження найчастіше також пояснюють через церковні тони, до яких, однак, вона повністю не зводиться (наприклад, категоріями церковних тонів неможливо пояснити гармонію Вічентіно і пізнього Джезуальдо да Веноза). Зразок модальної гармонії епохи Ренесансу — шансон Орландо ді Ласо «Се faux amour d'are» (G-міксолидійського).

### Гармонія Нового Часу
Гармонія Нового часу (XVII–XIX ст.) заснована на тональності як системі музичного мислення особливого типу, що остаточно оформилася в руслі ідей епохи Просвітництва і характеризується функціональної централізованість, суворої раціональної вивіреністю та ієрархією, розгалуженістю, динамізмом тональних функцій, оптимальним однаковістю всіх структур — від будови й розташування акордів до монументальних тональних планів у великих формах. Хоча ще в Йоганна Себастьяна Баха помітні сліди старовинної модальності (фригійський лад у 2-й частині 1-го Бранденбурзького концерту), в епоху бароко вже затверджуються мажор і мінор як два панівні лади. Панівними вони лишаються і в XXI столітті, особливо в масовій культурі.

### Гармонія XX–XXI століть
Рубіж XIX–XX століть характеризується відмовою від панування тональної системи, як єдиної діючої. Натомість, виникає багатоманіття індивідуальних гармонічних систем, які включають розширене трактування тональної системи (Сергій Прокоф'єв), опору на штучні лади (Олів'є Мессіан), або принципове уникнення рис класичної тональної системи (додекафонія).
Більше того, якщо музика попередніх двох століть переважно спиралася на гомофонний склад, то в XX столітті гомофонний склад співіснує з іншими формами організації музичної тканини — поліфонічною і монодичною. Ця обставина робить предметом дискусій сам термін «гармонія».